# Современная эволюция эсперанто
Язык эсперанто был стабилен с момента его создания на фоне других искусственных языков. Это связано с Булонской декларацией от 1905 года, определяющей суть и основные принципы движения эсперантистов. Декларация была написана Л. Л. Заменгофом. Согласно декларации, обязательной для всех эсперантистов, фундаментом языка эсперанто является произведение «Основы эсперанто», в которое никто не имеет права вносить изменения.

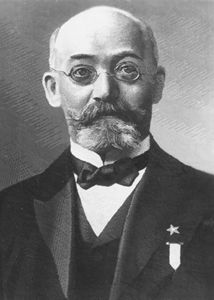
Автор «Основ» эсперанто Л. Заменгоф

Большинство попыток изменения языка отразились в проектах международного искусственного языка эсперантидо, основанного на эсперанто и идо. Основные изменения в языке эсперанто касались расширения его словарного запаса за счёт технических терминов, которые разрешались декларацией, но происходили и более тонкие изменения в синтаксисе и семантике языка.

## Лексика
По поводу технических терминов в эсперанто велись споры — использовать ли новые корни или же использовать традиционное словообразование.
Высказывались критические замечания относительно использования префикса mal- для создания антонимов общих прилагательных, таких как mallonga «короткий» от longa «долгий», «длинный», или malmultekosta «недорогой», «дешёвый» от multekosta «дорогой». Было придумано несколько десятков неологизмов для антонимов (kurta «короткий» и ĉipa «дешевый»).

## Фонология
Наиболее заметным изменением в фонологии эсперанто была почти полная потеря звука ĥ. Например, в слове ĥino «китайский» произошла заменена на ĉino. В большинстве других случаев звук  ĥ  был заменен на  k, как в kemio для ĥemio «химия». Единственными словами, сохраняющими звук, остались слова ĉeĥo «чешский», eĥo «Эхо», и ĥoro (или koruso) «хор», хотя звук и продолжает использоваться в транскрипции иностранных имен.
Еще одним обсуждаемым изменением было введение более продолжительное произнесение согласного звука. В традиционном эсперанто, двойные согласные могут существовать на границах морфемы, как в mallonga (mal-longa) «короткое». Большинство слов с двойными буквами (в том числе tĉ и dĝ) были изменены, например Buddo → Budao «Будда». Пожалуй, наиболее распространенным корнем, сохранившим двойную согласную был finno «Финн», который является почти омонимом с fino «конец». Несмотря на то, что слово suomo было введено в качестве замены слову finno, оно не использовалось в связках finno-ugra «финно-угорские».
С ростом популярности Эсперанто в языковых средах с нефиксированным ударением, в рече носителей этих языков оно начало сдвигаться на третий с конца слог в словах с суффиксом -io (Rádio, Ĉéĥio, nácio хотя нормативно radío, ĉeĥío, nacío) В том числе и слово «Википедия» Vikipédio / Vikipedío. Данная закономерность не рассматривалась Академией эсперанто, так как она нарушает одно из фундаментальных правил Эсперанто.

## Морфология
Морфология Эсперанто была расширена путём введения новых суффиксов. В качестве официальных были приняты два новых суффикса: суффикс -io, используемый для названия стран и государств, таких как Meksikio «Мексика», Vaŝintonio «Вашингтон» против Vaŝintono «Вашингтон». Вторым официальным дополнением является суффикс -enda, указывающий на то, что что-то должно быть сделано (pagenda «с поставщиками (исполнителями)»). Несколько других суффиксов из языка идо также вошли в эсперанто (особенно в поэзию). Это суффикс -oza «полно», как в слове poroza «пористый» и др.
Произошли изменения также в постепенном сокращении числа слов мужского рода.

## Синтаксис
Ведутся дискуссии касающиеся синтаксиса эсперанто. Обсуждается вопрос, как писать фразу «он родился». Следует ли использовать в этом случае причастие настоящего времени -at-(naskata для «рожденного»), что предпочтительно для носителей германских и славянских языков, или использовать причастие прошедшего времени -it- (naskita), что предпочтительно для носителей романских языков.
В язык были введены новые предлоги путём удаления у частей речи окончания с существующими корнями. Примером является far из  fare de.
| номер         | единственное число | единственное число | единственное число | единственное число | единственное число | единственное число | множественное число | множественное число | множественное число | неопределенное | resenda*** (рефлексивное) |
| отсортировано | первый             | второй             | второй             | третий             | третий             | третий             | первый              | второй              | третий              | неопределенное | resenda*** (рефлексивное) |
| использование | первый             | обычный            | intima*            | мужской            | женский            | нейтральный**      | первый              | второй              | третий              | неопределенное | resenda*** (рефлексивное) |
| ------------- | ------------------ | ------------------ | ------------------ | ------------------ | ------------------ | ------------------ | ------------------- | ------------------- | ------------------- | -------------- | ------------------------- |
| местоимение   | mi                 | vi                 | ci                 | li                 | ŝi                 | ĝi                 | ni                  | vi                  | ili                 | oni            | si                        |

(*) Архаизм, очень редко используется.
(**) Seksindiferenta (нейтральный, определяется как объект без определенного пола). Используется для объектов или для людей. Однако, вероятно, будет использоваться только для животного или ребенка.
(***) Используется только для третьего лица.